# Kozari, Rohatîn
Kozari (în ucraineană Козарі) este localitatea de reședință a comunei Kozari din raionul Rohatîn, regiunea Ivano-Frankivsk, Ucraina.

## Demografie
Componența lingvistică a localității Kozari
     Ucraineană (99,59%)
     Alte limbi (0,4%)
Conform recensământului din 2001, majoritatea populației localității Kozari era vorbitoare de ucraineană (99,59%), existând în minoritate și vorbitori de alte limbi.